# نیک ویلیس
نیک ویلیس (انگلیسی: Nick Willis؛ زادهٔ ۲۵ آوریل ۱۹۸۳) یک دونده دو نیمه‌استقامت اهل نیوزیلند است. از افتخارات وی میتوان به کسب مدال نقره دو ۱۵۰۰ در بازی‌های المپیک تابستانی ۲۰۰۸ اشاره کرد.